# Siegfried Geesmann
Siegfried Geesmann (* 20. November 1926 in Herne; † 17. November 2010 in Todtnau, Schwarzwald) war ein deutscher Fußballspieler. Als Aktiver des Karlsruher SC gewann der Defensivspieler in den Jahren 1955 und 1956 den DFB-Pokal.

## Laufbahn

### Im Westen, bis 1954
Sportlich aufgewachsen ist „Sigi“ Geesmann bei den Grün-Weißen des SV Sodingen im Schatten der Zechenanlage Mont-Cenis. Der Herner Stadtteilverein schaffte 1949/50 den Aufstieg aus der Landesliga Westfalen in die 2. Liga West und feierte bereits im zweiten Jahr – 1951/52 – vor den Konkurrenten VfB Bottrop und Rot-Weiß Oberhausen den Meisterschaftsgewinn und damit den Aufstieg in die Fußball-Oberliga West. Geesmann hatte bei dem „Bergarbeiterklub“ die Rolle des Mittelläufers inne und dirigierte an der Seite von Torhüter Alfred Schmidt, den Verteidigern Leo Konopczynski, Alfons Nowak und den Außenläufern Karl-Heinz Edler und Gerhard Harpers die Abwehr. Das erste Oberligaspiel bestritt Sodingen mit Mittelläufer Geesmann am 24. August 1952 vor 18.000 Zuschauern in der Glück-Auf-Kampfbahn gegen die SpVgg Erkenschwick. Das Spiel endete mit einem 2:2-Unentschieden. Sodingen belegte den 11. Rang und Geesmann hatte 24 Spiele absolviert. Im Jahr der Fußball-Weltmeisterschaft 1954 lief er in allen 30 Rundenspielen für Sodingen auf, kämpfte aber mit seinen Mitspielern durchgehend gegen den Abstieg und konnte nur den Rheydter Spielverein und STV Horst-Emscher in der Tabelle hinter sich lassen. Er nahm zur Runde 1954/55 ein Angebot des süddeutschen Oberligisten Karlsruher SC an – er bekam bei der LVA in Karlsruhe einen Arbeitsplatz vermittelt – und wechselte nach Baden.

### Im Süden, bis 1962
Für den neuen Fusionsclub KSC lief er erstmals beim Derby gegen den VfB Stuttgart am 12. September 1954 im Stuttgarter Neckarstadion auf. Er agierte auf der linken Außenläuferposition und konnte die 0:3-Niederlage gegen die „Roten“ aus der Landeshauptstadt nicht verhindern. Er setzte sich aber rasch auf seiner gewohnten Rolle des Mittelläufers durch und bildete zusammen mit Torhüter Rudi Fischer und dem Verteidigerpaar Max Fischer und Walter Baureis die zuverlässige Defensive der Badener und belegte am Rundenende den fünften Rang im Süden. Zum sportlichen Höhepunkt avancierten aber die Spiele um den DFB-Pokal. Im Halbfinale benötigten die Schützlinge von Trainer Adolf Patek zwei Spiele gegen Altona 93 und zogen nach dem 3:0-Sieg in Karlsruhe in das Finale am 21. Mai 1955 in Braunschweig gegen den FC Schalke 04 ein. Im Endspiel hatte es Geesmann überwiegend mit dem sich kämpferisch voll einsetzenden Mittelstürmer Helmut Sadlowski zu tun. Die Patek-Elf setzte sich mit einem 3:2-Sieg gegen die Frühwirth-Truppe aus Schalke durch und holte den DFB-Pokal nach Karlsruhe.
Es folgte das Spieljahr 1955/56 in dem der Mann aus Sodingen in allen 30 Ligaspielen in der Südoberliga für den KSC im Einsatz war. Geesmann holte sich mit seinen Mannschaftskameraden vor dem VfB Stuttgart, dem VfR Mannheim und Kickers Offenbach die Südmeisterschaft und zog in die Endrunde um die deutsche Meisterschaft ein. Die Defensive der Karlsruher wurde von Torhüter Rudi Fischer, dem Verteidigerpaar Max Fischer und Walter Baureis, sowie der Standardläuferreihe mit Heinz Ruppenstein, Geesmann und Werner Roth gebildet. In den Gruppenspielen setzte sich der KSC gegen Schalke 04, Kaiserslautern und Hannover 96 durch und zog damit in das Finale am 24. Juni in Berlin gegen Borussia Dortmund ein. Für den Karlsruher Defensivchef stand die erfolgreiche Auseinandersetzung mit dem torgefährlichen Dortmunder Innentrio Alfred Preißler, Alfred Kelbassa und Alfred Niepieklo an erster Stelle, wenn gegen den Westvertreter eine realistische Siegchance vorhanden sein sollte. Die „drei Alfredos“ erzielten aber jeweils einen Treffer und die Mannschaft von Trainer Helmut Schneider setzte sich mit 4:2 Toren durch und holte den Titel nach Dortmund.
Im DFB-Pokal gewann der KSC am 6. Mai im Halbfinale mit 5:1 Toren beim FK Pirmasens und stand damit im zweiten Finale. Das wurde erst zu Beginn des Spieljahres 1956/57 am 5. August 1956 im heimischen Wildparkstadion gegen den Hamburger SV ausgetragen. Der KSC setzte sich mit 3:1 Toren durch und Geesmann feierte damit den zweiten Pokalsieg mit Karlsruhe. Zwar konnte Uwe Seeler die Hamburger früh in der ersten Halbzeit mit 1:0 in Führung bringen, im weiteren Spielverlauf brachte die KSC-Abwehr aber den gefährlichen HSV-Innensturm mit Klaus Stürmer, Seeler und Günter Schlegel immer besser unter Kontrolle und entschied somit das Spiel für die Badener.
Zur Runde 1956/57 kam mit Ludwig Janda ein neuer Trainer in den Wildpark und mit Werner Hesse von Westfalia Herne hatten die Karlsruher auch einen anerkannten Mann für die Chefrolle in der Abwehr nach Baden gelockt. Geesmann absolvierte noch die ersten neun Spiele in der Oberliga um dann mit seinem zehnten Einsatz am 14. April 1957, bei der 0:3-Niederlage gegen Viktoria Aschaffenburg, sein letztes Oberligaspiel für den Karlsruher SC zu bestreiten. Hesse, der Mann aus Herne, bestritt alle 30 Rundenspiele für den KSC und Siegfried Geesmann veränderte sich im Sommer 1957 zum Oberligaabsteiger Freiburger FC und spielte mit der Breisgau-Elf sodann in der 2. Liga Süd.
Der Routinier beendete im Möslestadion erst nach der Saison 1961/62 seine lange Spielerkarriere. Mit Trainer Hans Wendtland und dem Torhütertalent Peter Kunter hatte der FFC den sechsten Rang belegt und für den 35-Jährigen war damit das Ende seiner Aktivenzeit angesagt.
In späteren Zeiten war er auch mit über 70 Jahren noch als Schiedsrichter des südbadischen Fußballverbandes tätig.